# FK Ørn-Horten
FK Ørn-Horten  is een Noorse voetbalvereniging uit de plaats Horten, in de fylke Vestfold. De club werd in 1904 opgericht als Ørn FK, in 1995 werd de huidige naam aangenomen. De traditionele kleur is bruin.

## Erelijst
- Beker van Noorwegen

Winnaar: 1920, 1927, 1928, 1930
Finalist: 1916, 1926, 1929, 1932

## Bekende (oud-)spelers
- Harry Boye Karlsen